# ヴェンカテーシュ・ダッグバーティ
ヴェンカテーシュ・ダッグバーティ（Venkatesh Daggubati、1960年12月13日 - ）は、インドの俳優。「ヴィクトリー・ヴェンカテーシュ(Victory Venkatesh)」の愛称で慕われている。テルグ語映画を中心に活動し、これまでに70本以上の映画に出演している。また、ナンディ賞を7回、フィルムフェア賞 南インド映画部門を6回受賞している。
兄ダッグバーティ・スレーシュ・バーブと共に、インド最大の映画製作会社の一つであるスレーシュ・プロダクションの共同経営者を務めている。ナンディ賞 主演男優賞を7回受賞している。また、セレブリティ・クリケット・リーグのテルグ語映画俳優チーム「トリウッド・ウォリアーズ」のキャプテンも務めている。

## 人物
テルグ語映画の重鎮ダッグバーティ・ラーマナイドゥの第2子としてカランチェドゥに生まれる。兄妹にはダッグバーティ・スレーシュ・バーブとラクシュミがいる。チェンナイ・エグモアで教育を受け、ロヨラ大学で商業学士を取得し、アメリカ合衆国に留学してモントレー国際大学で経営学修士も取得している。インドに帰国後、ヴェンカテーシュは映画プロデューサーを目指すが断念し、俳優となった。娘アーシュリタ・ダッグバーティは、ハイデラバード・レースクラブ会長R・スレンダール・レッディの孫と婚約している。

## キャリア
1971年公開の『Prema Nagar』に子役として出演する。1986年公開の『Kaliyuga Pandavulu』で俳優デビューし、ナンディ賞新人男優賞を受賞している。1988年にK・ヴィシュワナワートの『Swarnakamalam』で主演を務め、同作はインド国際映画祭で上映され、ヴェンカテーシュは2度目のナンディ賞を受賞する。同年公開の『Brahma Puthrudu』でフィルムフェア賞 テルグ語映画部門主演男優賞を受賞し、1989年公開の『Prema』ではナンディ賞主演男優賞を受賞した。1990年公開の『Bobbili Raja』ではディヴィヤ・バールティと共演し、興行的な成功を収めた。
1991年にラーム・ゴーパール・ヴァルマの『Kshana Kshanam』ではシュリデヴィと共演し、興行的な成功を収めた。同年には『Sathruvu』『Surya IPS』に出演し、ヴィジャヤシャーンティと共演している。1992年に『Chinna Thambi』のリメイク映画『Chanti』に出演し、1993年には『Chinna Thambi』のヒンディー語リメイク版『Anari』にも出演しており、同作はヴェンカテーシュのボリウッドデビュー作となった。1995年に『Taqdeerwala』でラヴィーナー・タンダンと共演し、1996年には『Dharma Chakram』の演技を評価されナンディ賞とフィルムフェア賞南インド映画部門を受賞した。ヴェンカテーシュとミーナは「テルグ語映画で最も成功したコンビ」とされており、共演した7作品中6作品が興行的な成功を収めている。
ヴェンカテーシュは『愛と憎しみのデカン高原』『Prematho Raa』『Nuvvu Naaku Nachav』『Malliswari』などのロマンティック・コメディ映画に複数出演し、演技を高く評価された。その後も『Gharshana』『Sankranti』『Aadavari Matalaku Arthale Verule』『Chintakayala Ravi』などのヒット作に出演している。